# Amin Fahim

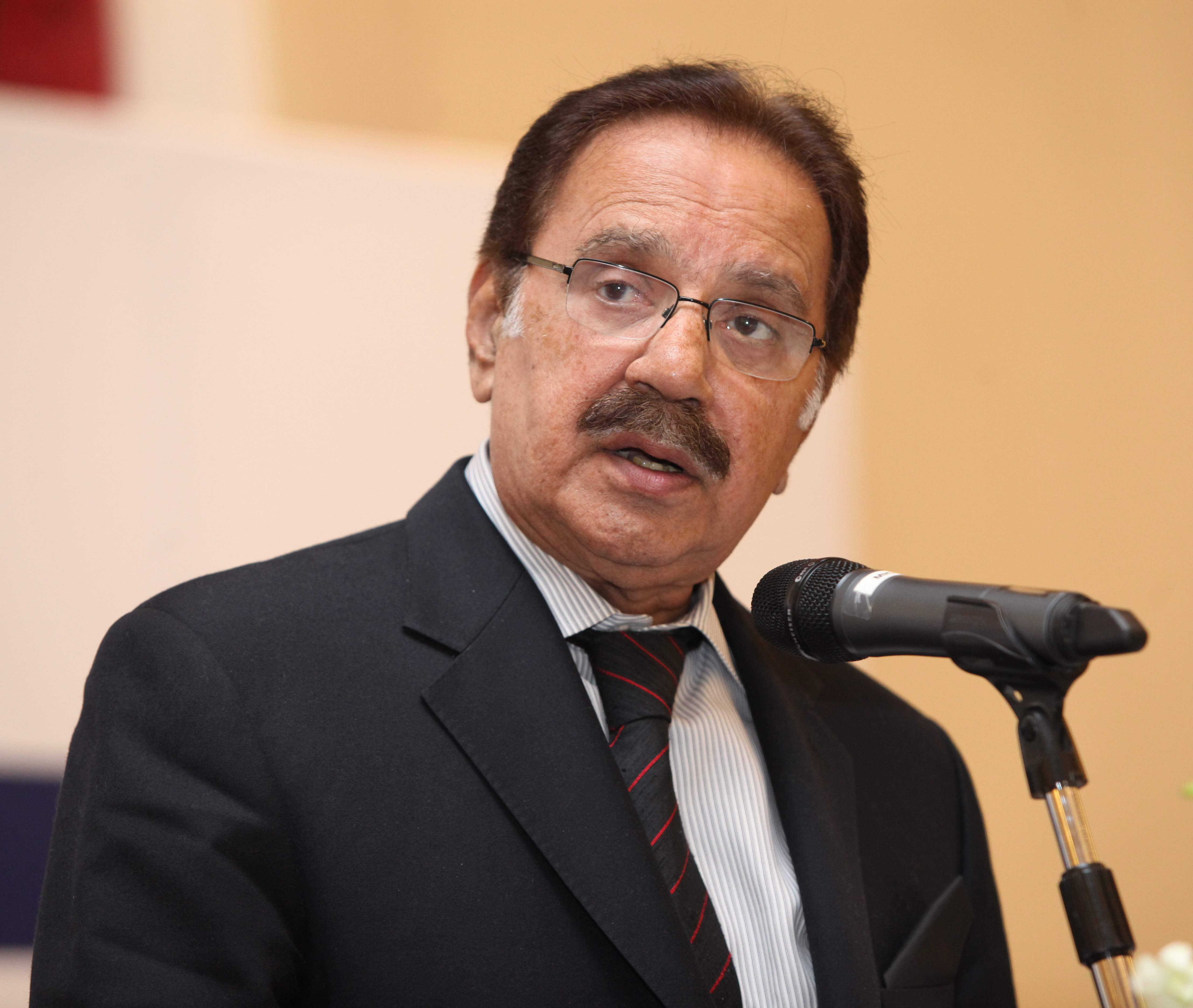
Makhdoom Amin Fahim

Makhdoom Muhammad Amin Fahim (Urdu مخدوم محمد امین فھیم; * 4. August 1939 in Hala, Sindh, Britisch-Indien; † 21. November 2015 in Karatschi, Pakistan) war ein pakistanischer Politiker der Pakistanischen Volkspartei (PPP), deren stellvertretender Vorsitzender er war. Er war unter anderem zwischen 1988 und 1990 Kommunikationsminister, von 1994 bis 1996 Minister für Wohnungsbau und öffentliche Arbeiten sowie zuletzt zwischen 2008 und 2013 Handelsminister.

## Leben
Amin Fahim stammte aus einer Großgrundbesitzerfamilie in Hala, Sindh. Sein Vater Makhdoom Muhammad Zaman Talibul Moula war spiritueller Führer der sufistischen Bewegung Sarwari Jamaat und 1967 mit Zulfikar Ali Bhutto einer der Mitbegründer der Pakistanischen Volkspartei PPP, deren Gründung in seinem Haus stattfand, und deren Vize-Vorsitzender er wurde. Nach dem Besuch der Grundschule besuchte er zwischen 1955 und 1957 die High School in seiner Geburtsstadt Hala. Nachdem Zulassungsexamen begann er zunächst 1958 ein Studium der Sozialwissenschaften sowie kurz darauf der Politikwissenschaften an der University of Sindh, das er 1961 mit einem Bachelor of Science (B.Sc. Political Science) mit Auszeichnung abschloss. In der Folgezeit war er auch als Dichter tätig sowie wie sein Vater auch als spiritueller Führer der Sarwari Jamaat.
1970 trat Fahim der Pakistanischen Volkspartei als Mitglied bei und wurde kurz darauf bei der Parlamentswahl am 7. Dezember 1970 in dem in der Provinz Sindh gelegenen Wahlkreis Thatts erstmals zum Mitglied der Nationalversammlung gewählt. Dieser gehörte er nach seiner Wiederwahl am 7. März 1977 bis zur Parlamentswahl am 25. und 28. Februar 1985 an, die die PPP au Kritik am Militärregime von Staatspräsident Mohammed Zia-ul-Haq boykottierte. Er selbst war ein starker Verfechter der Demokratie und energischer Gegner des Kriegsrechts. Zu Beginn seiner Parlamentszugehörigkeit befasste er sich unter anderem mit Angelegenheiten wie Menschenrechte und Entwicklung des Bildungssystems.
Bei der Parlamentswahl am 15. November 1988 wurde er wiederum zum Mitglied der Nationalversammlung gewählt, der er nach seinen Wiederwahlen am 24. Oktober 1990, 6. Oktober 1993, 3. Februar 1997, 10. Oktober 2002, 18. Februar 2008 sowie am 11. Mai 2013 bis zu seinem Tode am 21. November 2015 angehörte. Er war damit Dienstältester Abgeordneter. Im Dezember 1988 wurde er Kommunikationsminister im ersten Kabinett von Premierministerin Benazir Bhutto und bekleidete diesen Posten bis zu deren Amtszeit im August 1990. Daneben fungierte er zwischen Dezember 1988 und März 1989 auch als Eisenbahnminister. Zugleich wurde er 1993 Mitglied der Provinzversammlung von Sindh. Im Januar 1994 übernahm er im zweiten Kabinett von Premierministerin Benazir Bhutto von Januar 1994 bis November 1996 das Amt als Minister für Wohnungsbau und öffentliche Arbeiten. Während des Exils von Benazir Bhutto von 1999 bis 2007 war er als stellvertretender Vorsitzender der Partei und als Vorsitzender der PPP-Parlamentsfraktion ihr Vertreter in Pakistan. Er galt dabei stets als ihr enger Gefolgsmann. So schlug er im Jahr 2002 ein Angebot von Präsident Pervez Musharraf aus, die Seiten zu wechseln und den Posten des Premierministers zu übernehmen.
Fahim galt nach dem Erfolg seiner Partei bei der Parlamentswahl am 18. Februar 2008 als aussichtsreichster Kandidat für das Amt des Premierministers in einer Koalition mit der Pakistan Muslim League (PML-N) von Nawaz Sharif. Letztlich nominierte die PPP jedoch im März 2008 den ehemaligen Minister und Parlamentspräsidenten Yousaf Raza Gillani für dieses Amt. Am 3. November 2008 übernahm er im Kabinett von Premierminister Gilani das Amt als Handelsminister, das er zwischen dem 22. Juni 2012 und dem 16. März 2013 auch im Kabinett von Premierminister Raja Pervez Ashraf innehatte. Am 5. Juni 2013 kandidierte er in der Nationalversammlung für das Amt des Premierministers. Diese wählte allerdings mit 244 Stimmen Nawaz Sharif zum Premierminister, während auf ihn 42 Stimmen und auf den Kandidaten der Pakistan Tehreek-e-Insaf (PTI) Makhdoom Javed Hashmi lediglich 31 Stimmen entfielen.
Fahim, der den Namenszusatz Makhdoom („Lehrer der Sunna“) als Ehrenbezeichnung trägt, war in erster Ehe bis zu deren Tod mit Dina Fahim verheiratet, eine ältere Schwester der bekannten Sängerin Runa Laila aus Bangladesch. In zweiter Ehe heiratete er Nelofar Fahim. Aus seinen Ehen gingen sieben Söhne und drei Töchter hervor, darunter Makhdoom Jamil Zaman, der zwischen 1997 und 2007 Mitglied der Provinzversammlung von Sindh sowie seit 2013 Mitglied der Nationalversammlung ist. Bei Makhdoom Amin Fahim wurde 2014 Leukämie diagnostiziert, an deren Folgen er am 21. November 2015 verstarb.